# Ralovich Lajos
Ralovich Lajos (Sátoraljaújhely, 1849. április 28. – Besztercebánya, 1904. augusztus 8.) királyi főgimnáziumi tanár.

## Élete
Gimnáziumi tanulmányainak befejezése után szaktanulmányokat végzett a pesti egyetemen. 1871-ben a budapesti V. kerületi főgimnáziumhoz nevezték ki helyettes tanárnak és ugyanilyen minőségben augusztus 29-én a besztercebányai királyi főgimnáziumhoz helyezték át. A tanári vizsgálat 1873-ban történt letétele után 1874. június 1-jén ugyanott rendes tanár lett, a magyar nyelvet és történelmet tanította. 1879-ben tanulmányutat tett Németországban, Belgiumban és Franciaországban. 1884-től alumneumi igazgató és 1888-tól a Felvidéki Közművelődési Egyesület zólyommegyei választmányának titkára is volt.

## Írásai
Cikkei a besztercebányai királyi főgimnázium Értesítőjében (1875. A magyar szenvedő ige képzése és jogosultsága, 1886. A beszterczebányai kir. főgymnasium mellett fennálló alumnium történet); a Magyar Nyelvőrben (1879. Szólásmódok Dugonics Etelkájából); a Figyelőben (1882. A hanyatlás korának lyrai triásza); a Hazánkban (1887-88. Adalék a magyar Tudom. Akadémia megalapításának történetéhez, eredeti napló alapján, Az 1825-27. évi országgyűlésről, eredeti napló alapján); az Egyet. Philol. Közlönyben (1889. Ányos Pál kiadatlan költeményeiből); a Beszterczebánya és Vidékének is munkatársa volt.